# Ocean Springs, Mississippi
Ocean Springs là một thành phố thuộc quận quận Jackson trong tiểu bang Mississippi, Hoa Kỳ. Thành phố có diện tích  km², dân số theo điều tra năm 2000 của Cục điều tra dân số Hoa Kỳ là 23.161 người.
Thị trấn có một danh tiếng như là một "nghệ thuật cộng đồng". 
Ocean Springs đã bị cơn bão Katrina gây hư hại vào ngày 29 tháng 8 năm 2005, phá hủy nhiều tòa nhà dọc theo bờ biển, trong đó có Câu lạc bộ du thuyền Dương Springs và gỗ lịch sử Fort Maurepas.
Theo Cục Điều tra Dân số Hoa Kỳ, thành phố có tổng diện tích 15,2 dặm vuông (39  km²), trong đó, 11,6 dặm vuông (30  km²) của nó là đất và 3,6 dặm vuông (9,3  km²) của nó (23,57%) là mặt nước nước.